# Luis Garzo
Luis Garzo (Juana Koslay, 1904-ibídem, 4 de agosto de 1979) fue un ingeniero y político argentino acompañado de los gobiernos de facto. Gobernador interventor de la provincia de san Luis desde el 12 de noviembre de 1962 al 12 de octubre de 1963 y gobernador propietario desde el 27 de julio de 1966 al 17 de enero de 1967.

## Biografía
Garzo, nació en un conglomerado ubicado a pocos kilómetros de la Ciudad de San Luis, sobre las Sierras Puntanas, proveniente de una familia de clase alta, propietaria de residencias en su ciudad natal. Realizó sus estudios Ingeniería en la Ciudad de Mendoza, en la casa de altos estudios de la Universidad Nacional de Cuyo., regresó a su provincia, y fundó su propia empresa. Su oposición y resentimiento con el gobierno peronista lo obligó a aliarse con las fuerzas armadas opositoras al gobierno , quienes planeaban derrocar al General Juan Domingo Perón. El golpe militar se efectivizó entre el 16 y el 23 de septiembre de 1955, día este último en que el jefe de la insurrección juró con el título de «presidente», a la vez que disolvió el Congreso. La Revolución Libertadora contó con la Junta Consultiva Nacional integrada por la mayor parte de los partidos políticos: Unión Cívica Radical, Partido Socialista, Partido Demócrata Nacional, Partido Demócrata Cristiano y Partido Demócrata Progresista, respondiendo como funcionarios civiles del gobierno de facto.
La provincia de San Luis, gobernada por peronistas, fue intervenida el 23 de abril de 1962, derrocando al gobernador electo Alberto Domeniconi. De inmediato se disolvió la legislatura provincial y se intervino el poder judicial. En el Ejecutivo se encarceló a todos los funcionarios peronistas, inclusive al gobernador. El peronismo fue proscripto en el país por mucho tiempo. Le sucedieron en el mando los Generales de Brigada Jorge Atila Naveiro y Alberto Vásquez, pero las continuas huelgas sociales obligaron a los militares disfrazar la situación imponiendo a un gobernador interventor civil y puntano. 

## Primer Gobierno
Realizó importantes obras para la provincia, ya que conocía las necesidades de su provincia. Realizó importantes obras como la reforma de la policía puntana, desplegando a los efectivos en cada punto de la provincia para un mayor control. Benefició al sector privado con las disminución de impuestos para las empresas con el motivo de incentivar la inversión. Antes de las elecciones fundó el hoy Hospital San Luis.

## Segundo Gobierno
Asumió su segundo mandato a raíz de otro golpe de Estado, derrocando al gobernador Santiago Besso, aliado del presidente Arturo Illia. El Mayor Eduardo Federik, asume momentáneamente para instaurar el golpe de facto provincial. El Ing Garzo acompañó el golpe que se hizo llamar "Revolución Argentina", cuyo objetivo consistía en controlar las políticas públicas bajo la imposición de un "Estado Burocrático Autoritario" y eliminó toda idea política, así como también a quienes las sostengan. Además, suprimió la prensa y apoyó masivamente a las empresas extranjeras. A nivel nacional se designa presidente a Juan Carlos Onganía, quien daba el ejemplo: no manejaba nada de política, ni siquiera quienes lo acompañaban en el gobierno, ya que se trataba más bien de gente relacionada con empresas, de tendencia nacionalista y conservadora.